# Gyeonggi
Gyeonggi (em coreano: 경기도; 京畿道; Gyeonggi-do) é uma província da Coreia do Sul, localizada no noroeste do país. Na anterior forma de transliteração (sistema de McCune-Reischauer): Kyŏnggi-do.
Gyeonggi tem uma área de 10 189 km² e uma população de 10 629 000 habitantes (2004). A capital é a cidade de Suwon (수원시; 水原市; Suwon-si), situada 30 km a sul da capital do país Seul (서울특별시; Seoul Teukbyeolsi).
Em 1946, Seul foi separada da província, tornando-se uma cidade especial. Em 1981, Incheon (인천광역시; 仁川廣域市; Incheon Gwangyeoksi) foi também separada, tornando-se uma cidade administrada directamente, actualmente uma cidade metropolitana.